# Добротін Микола Олексійович
Микола Олексійович Добротін (рос. Добротин Николай Алексеевич; 18 червня 1908, Пенза, Російська Імперія — 6 лютого 2002) — радянський учений, доктор фізико-математичних наук (1948), професор (1951), академік Академії наук Казахської РСР (1967), заслужений діяч науки Казахської РСР (1982).

## Біографія
Закінчив Північно-Кавказький державний університет у Ростові-на-Дону (1929). У тому ж місті був викладачем інституту енергетики (1929-31).
Аспірант, старший науковий співробітник, завідувач лабораторією, заступник директора в Інституті фізики Академії наук СРСР (1931—1976)
Вчений секретар Президії Академії наук СРСР (1950—1955). Завідувач лабораторії в Інституті фізики високих енергій Академії наук СРСР (1968—1976). Заступник директора Академії наук Казахської РСР, член Президії фізико-математичного відділення (1976-87). Пенсіонер з 1987 року.
Основні наукові праці — з атомних ядер і космічних променів.

## Нагороди
Лауреат Сталінської премії (1951). 3 ордени Трудового Червоного Прапора, а також медалі.